# Wartburg 353
De Wartburg 353 is een model van het automerk Wartburg, dat van 1966 tot 1989 gebouwd werd door Automobilwerk Eisenach (AWE) in Eisenach, Oost-Duitsland.

## Geschiedenis

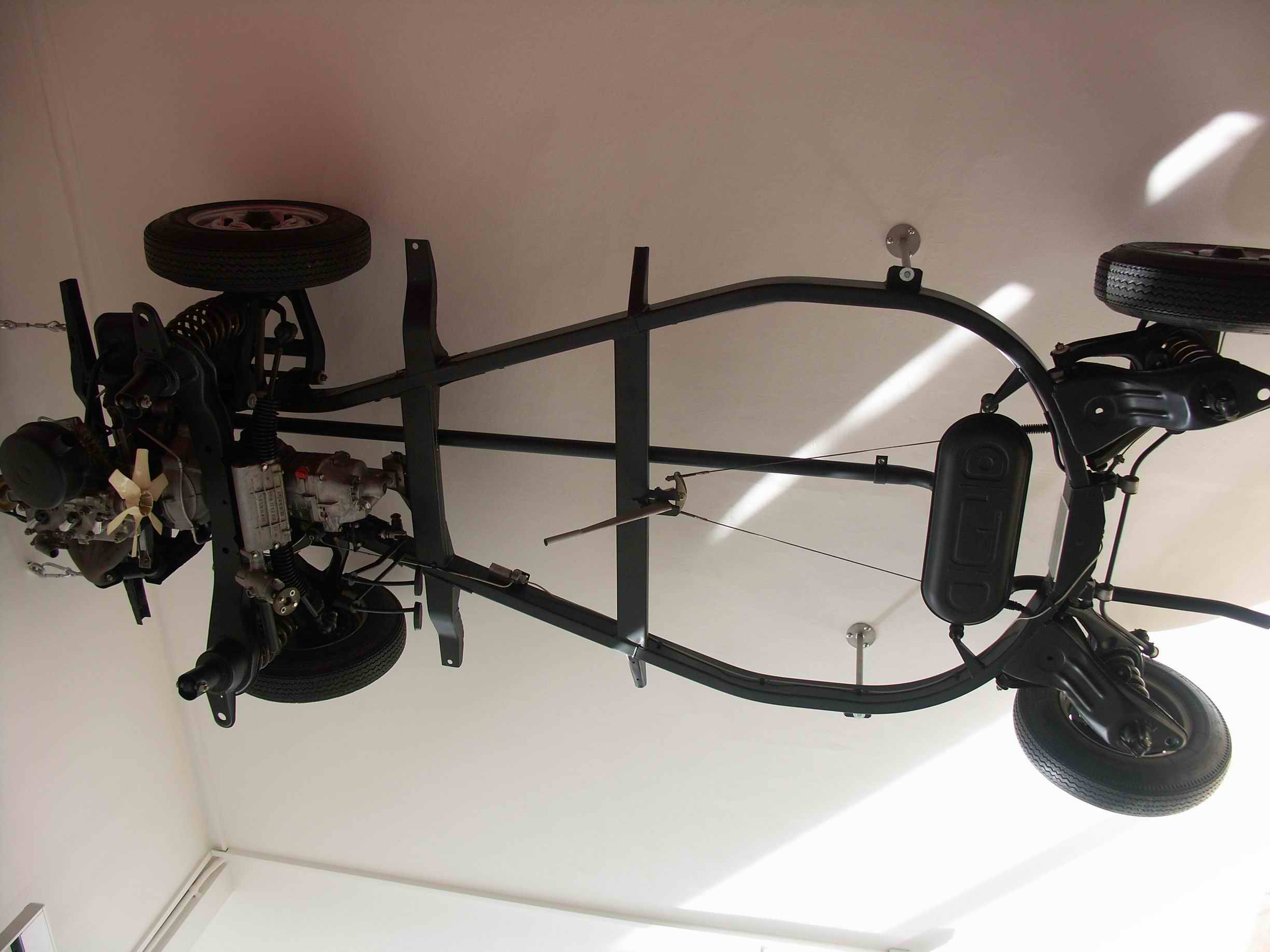
Wartburg 353-chassis

De Wartburg 353 was de opvolger van de Wartburg 312 en nam daarvan de motor en het in de herfst van 1965 geïntroduceerde chassis met schroefveerophanging over, maar had een geheel nieuwe, zeer zakelijk vormgegeven carrosserie (cW-waarde 0,49).
Hoofdkenmerken bleven als voorheen voorwielaandrijving en de tweetaktmotor. De officiële presentatie van de Limousine (sedan) viel samen met het begin van de serieproductie in juli 1966. Het chassis had probleemloos talrijke andere opbouwvarianten mogelijk gemaakt. De instap en zithoogte waren hoger dan bij andere auto's, wat senioren verheugde maar voor lange personen vanwege de daaruit voortvloeiende geringe afstand tot het dak eerder beperkte.
In juli 1967 werd een volledig gesynchroniseerde versnellingsbak geïntroduceerd en in oktober 1967 de combi Tourist. De ontwikkeling en productie van de Tourist in standaarduitvoering vond plaats bij VEB Karrosseriewerk Halle, de luxe-uitvoering bij VEB Karrosseriewerke Dresden.
Vanaf 1968 was de Limousine tegen meerprijs naar wens met een stalen schuifdak te leveren. In mei 1969 werd de 353/1 gepresenteerd met een van 50 pk motor (voorheen 45 pk) dankzij een 40 mm-valstroomcarburateur (voorheen 36 mm) en een lichter te bedienen koppeling. Vanaf 1969 kon de Tourist optioneel geleverd worden met een wis-wasinstallatie op de achterruit en in juli 1970 werden ronde tellerklokken gemonteerd in plaats van de lintteller. Als opties waren kuipstoelen, vloerschakeling, 165 SR 13 radiaalbanden en halogeen mistlampen en mistachterlicht vanaf 1972.

### Prototypes
In 1969 was het de Eisenacher ontwerpers gelukt op basis van de 353 een zeer geslaagde driedeurs hatchback met schuine achterzijde te maken. Dat Volkswagen pas in 1973 met de uiterlijk opvallend gelijkende Volkswagen Passat kwam is door de Eisenachers veelvuldig benadrukt. Het in een oplage van 6 exemplaren gebouwde prototype 355 beschikte over een polyestercarrosserie die op het bestaande 353-chassis stond en voorzien was van een Wartburg- of Renault-motor. Het model werd niet in serieproductie genomen, net als de 353-400 Kübelwagen, die in 1970 getest werd (7 exemplaren). Hij zou als "jachtauto" verkocht worden, met enkele lichte modificaties bleek hij drijfvaardig. Tevergeefs, het project overleed - net als verscheidene andere projecten om zelf een viertaktmotor te ontwikkelen en (in 1979) de uiterlijk onveranderde Wartburg te voorzien van een 1300 cc Dacia-motor.

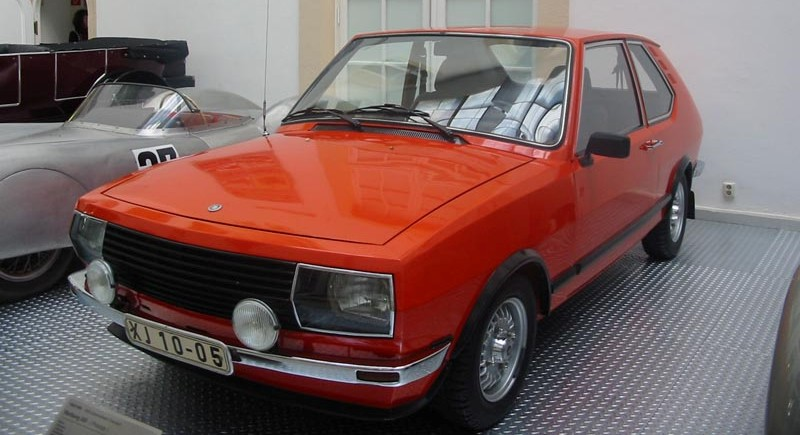
Wartburg 355
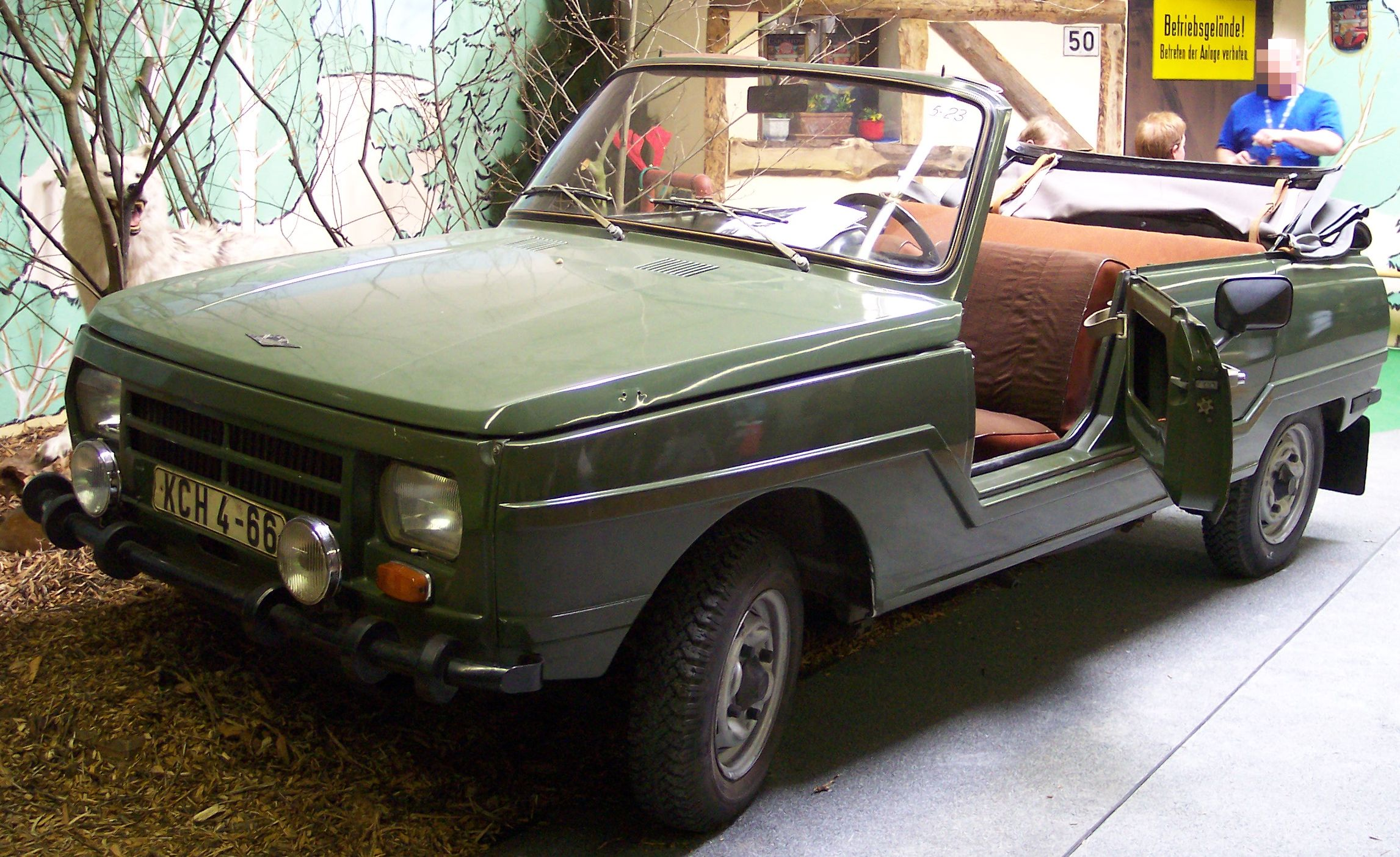
Wartburg 353-400 Kübel

### 353W
In april 1975 begon de productie van de uiterlijk bijna ongewijzigde 353W (W van "Weiterentwicklung", presentatie op de Leipziger Herbstmesse van 1974) met als belangrijkste kenmerken een gescheiden remsysteem met schijfremmen op de voorwielen, wisselstroomdynamo, halogeen koplampen, veiligheidsstuurkolom, veiligheidsgordels en een dashboard met twee ronde klokken. Verder waren optioneel koplampwissers en een zwarte radiator grille (voorheen chroom) leverbaar.
Vanaf september 1978 werden optioneel een verwarmde achterruit en vanaf september 1980 gewijzigde voorstoelen met hoofdsteunen leverbaar. Voor een lager verbruik zorgde vanaf 1982 een tweetraps Jikov-carburateur en in datzelfde jaar ontwikkelde de carrosseriefabriek in Halle een Tourist MED voor spoedeisende medische hulp (SMH), die in kleine aantallen aan medische instellingen in de DDR werd geleverd. Door de draaibare bijrijderstoel kon de arts een in de achterdeur gemonteerd beademingsapparaat bedienen.
In 1983 verscheen als nieuw model de Pick-up Trans met open laadbak en huif en een laadvermogen van 550 kg. De interesse voor deze uitvoering was in binnen- en buitenland zo groot dat men moest kiezen wie voorrang kreeg bij de levering. Aan de zeer grote binnenlandse vraag werd niet tegemoetgekomen, gekozen werd voor de export naar Westerse markten om daarmee gemakkelijk harde valuta te verdienen voor de Oost-Duitse economie. Bijna alle Pick-ups werden geëxporteerd, de grootste afnemer was de Griekse importeur Kammenos.
Vanaf 1984 werden alle chroomdelen (bumpers, koplampranden, grille) in zwart uitgevoerd en in mei 1985 werd de 353W voorzien van een in carrosseriekleur gespoten front met vier horizontale sleuven (in plaats van een rooster) met een nu voor de motor geplaatste radiator met elektrische, zelfdenkende ventilator.
In september 1988 ging de Limousine-uitvoering van 353-opvolger Wartburg 1.3 in productie, in 1989 volgden de Tourist en Trans. In 1989 verlieten nog meer dan 1000 tweetakt 353's de productieband. In totaal zijn circa 356.000 353's en bijna 870.000 353W's geproduceerd.

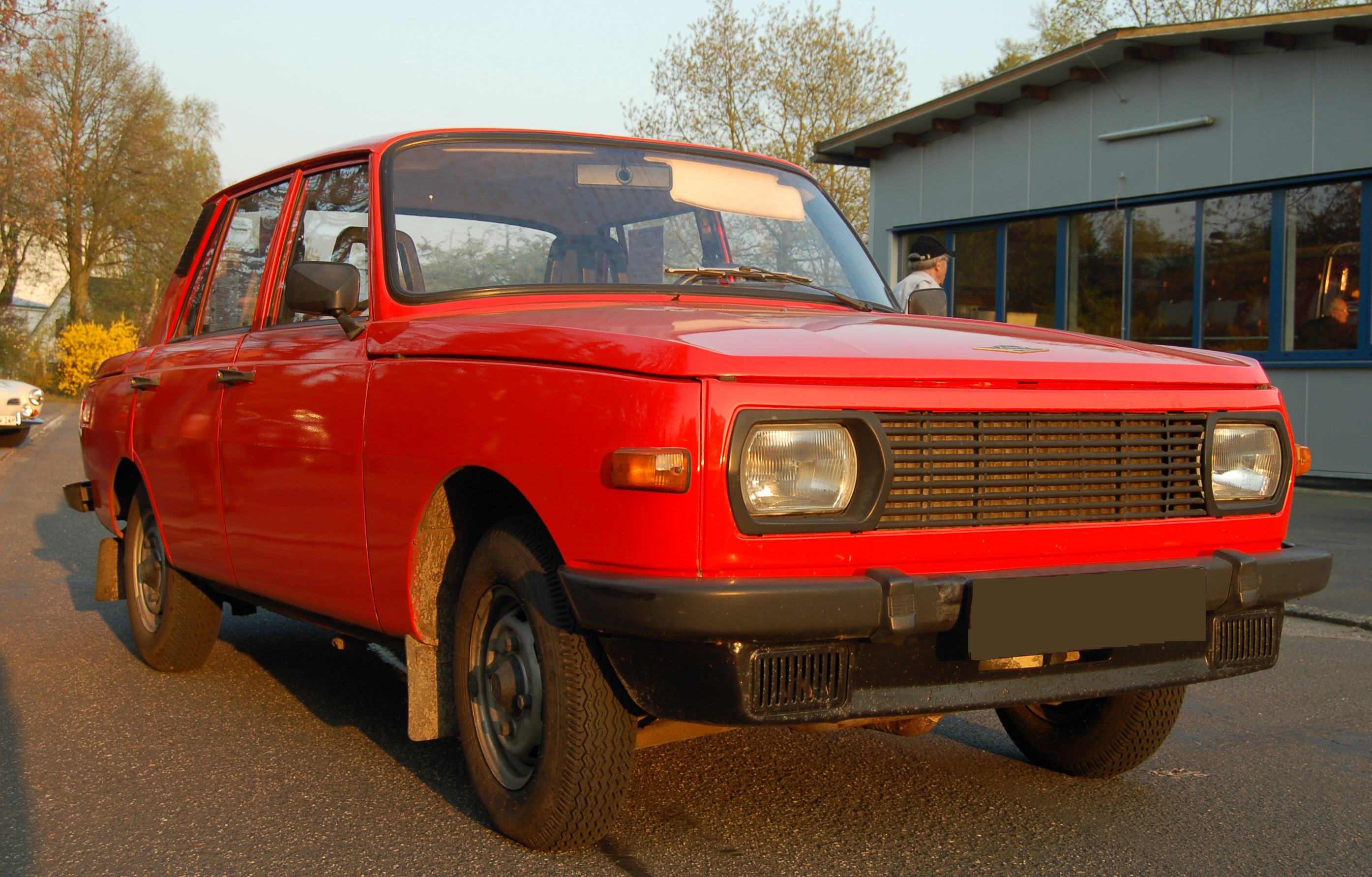
Wartburg 353W tot 5/1985
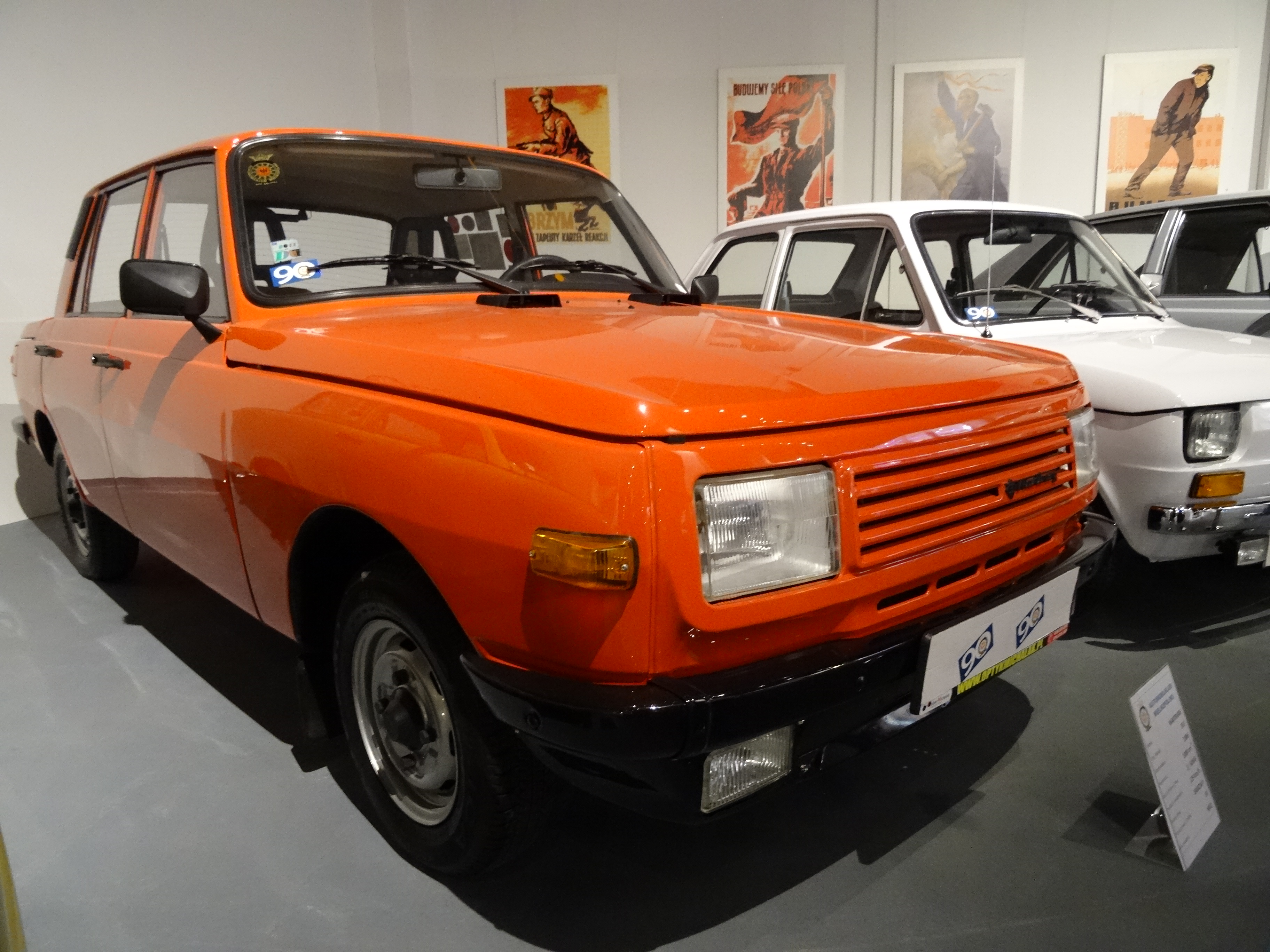
Wartburg 353W vanaf 5/1985
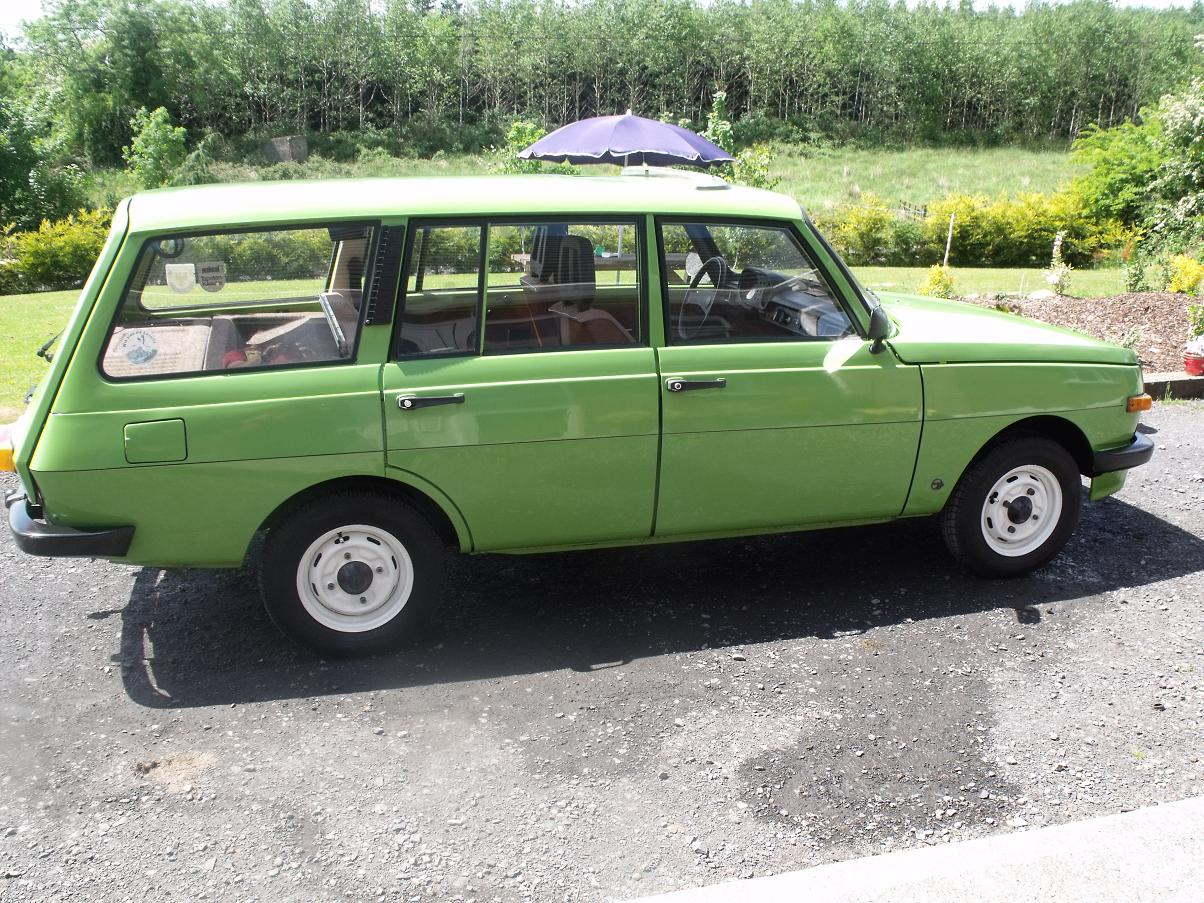
Wartburg 353W Tourist
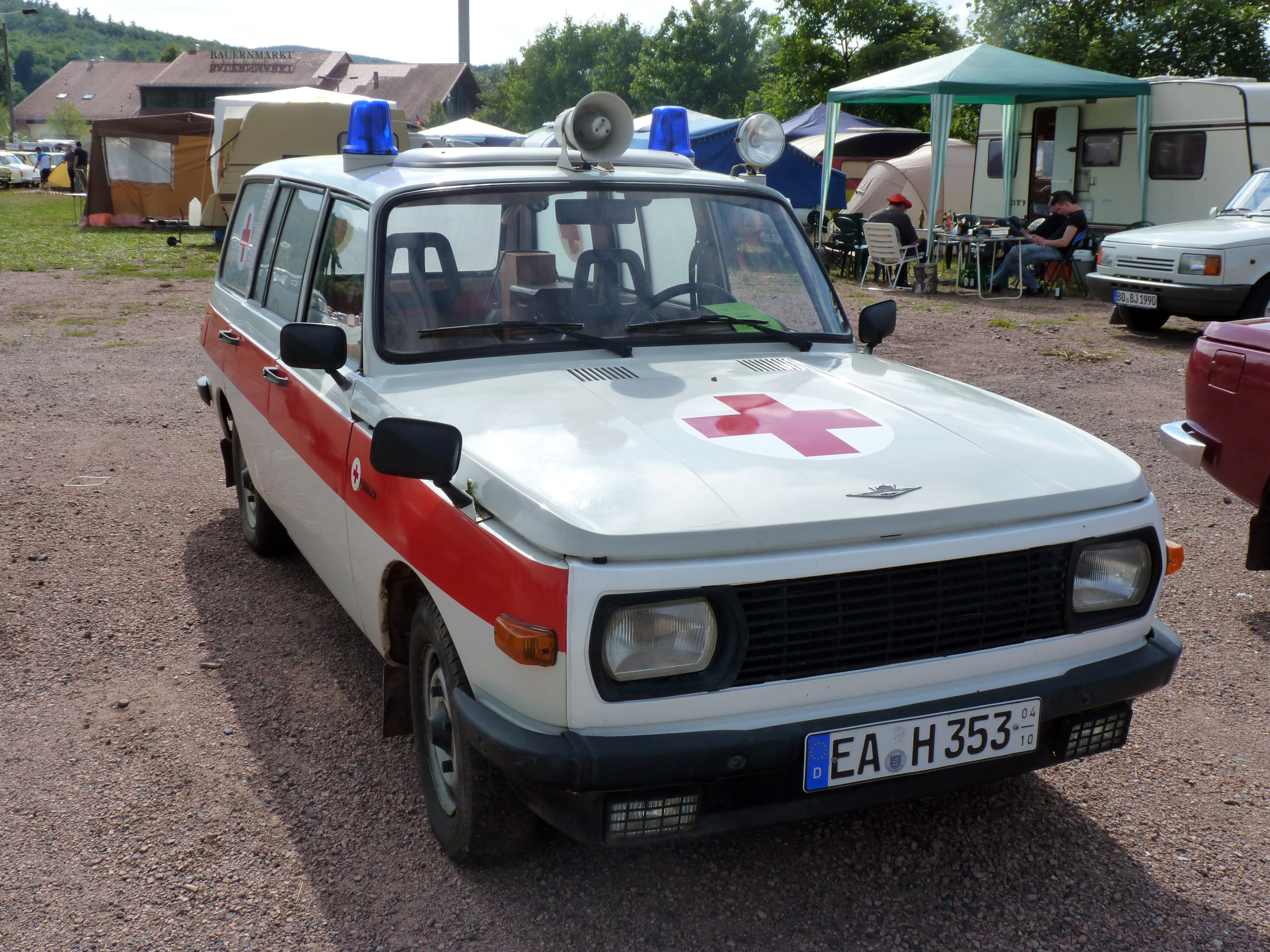
Wartburg 353W MED
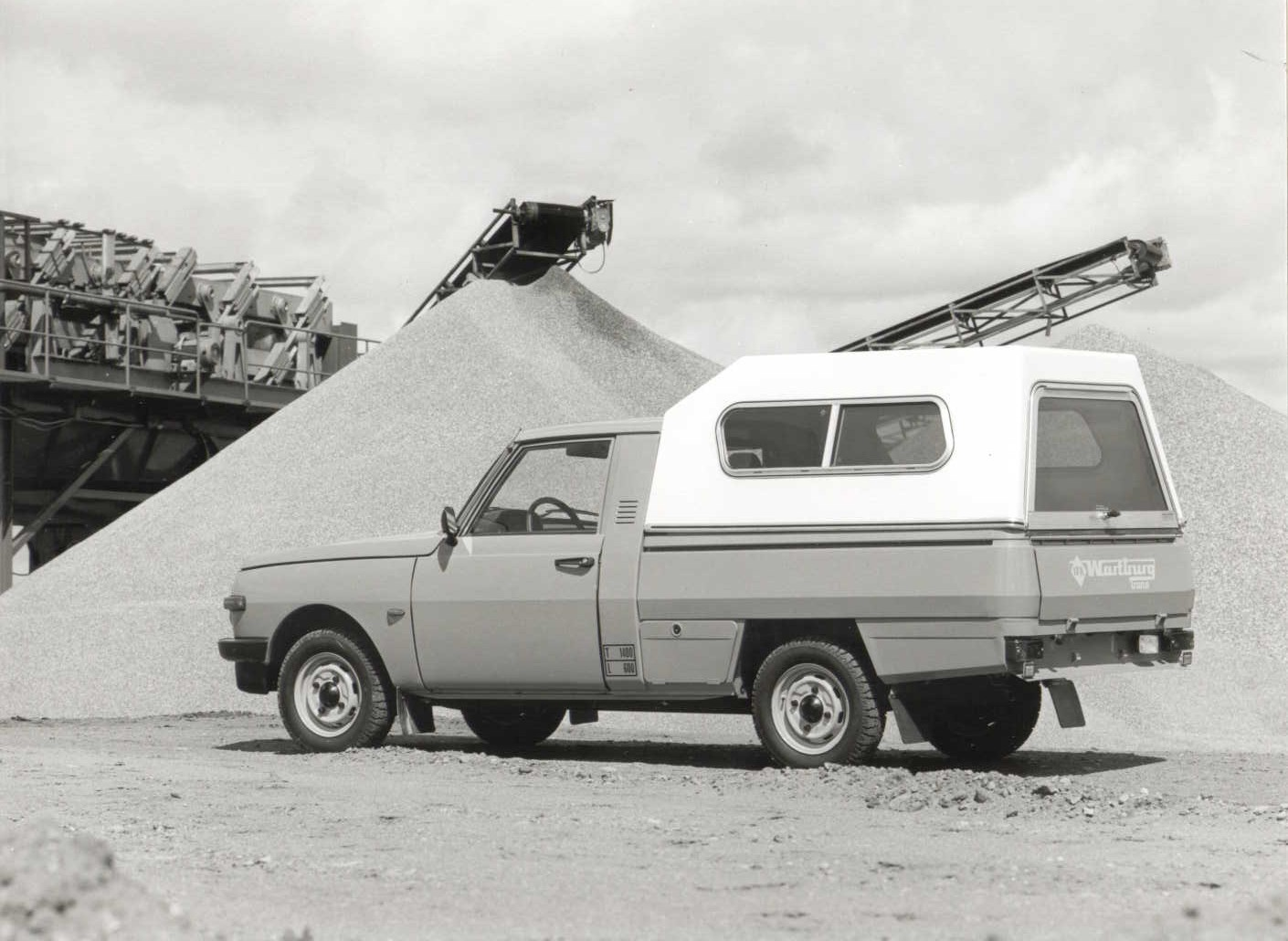
Wartburg 353W Trans met hardtop

### In Nederland en België
Kort na de introductie werd de 353 ook in grote aantallen geëxporteerd naar vele landen, zowel in het Oostblok als de "niet-communistische wereld", waaronder Nederland en België. In 1969 kostte het standaardmodel in Nederland 5750 gulden, de de luxe (o.a. met slaapstoelen) werd aangeboden voor 6250 gulden.
In Nederland werd de 353 door De Binckhorst Auto & Motor Import in Den Haag geïmporteerd en, na een korte onderbreking in 1970/71, verkocht tot 1974. Daarna werd de import gestaakt, de officieel opgegeven reden daarvoor was dat de tweetaktmotoren niet meer konden voldoen aan de strengere eisen met betrekking tot uitlaatgassen.
Opmerkelijk is dat de verkoop van tweetakt-353's in België daarentegen tot het einde van de productie in 1989 doorgaat. Importeur Pierreux, gevestigd in Huizingen, wist in totaal bijna 15.000 exemplaren te verkopen. Pierreux bracht ook speciale versies als de sportieve Team, een extra luxe versie genaamd President en een 7-persoons uitvoering van de Tourist op de markt, met 2 extra zitplaatsen op een opklapbaar bankje in de laadruimte.
Bepaalde uitvoeringen waren in België uitgerust met een mengsmeerautomaat Oleomatic. Ondanks de door de toenmalige Nederlandse importeur opgegeven reden voor de importstop werden in de jaren tachtig door grijze import nog enkele nieuwe exemplaren vanuit België in Nederland toegelaten en op kenteken gezet.
Overige Westerse exportlanden waren Finland, Denemarken, IJsland, Engeland (daar werd de 353 als Wartburg Knight verkocht), Spanje en Griekenland.

### Trivia
De Melkus RS 1000 is gebaseerd op de Wartburg 353.